# Ondata di freddo del marzo 1971
L'ondata di freddo del marzo 1971 caratterizzò in modo insolito lo scenario meteorologico dell'Italia e di gran parte dell'Europa nella prima parte del mese di marzo dell'anno 1971.

## Febbraio 1971: temperature gradevoli nella seconda decade
La seconda decade del febbraio 1971 faceva registrare temperature gradevoli, grazie all'espansione dell'anticiclone delle Azzorre verso l'Europa centrale e il bacino del Mediterraneo, tanto che sembrava probabile un arrivo molto anticipato delle condizioni tipiche primaverili.
Tuttavia, verso la metà della terza decade del mese lo scenario meteorologico cambiò radicalmente su larga scala.

## Fine di febbraio con aria artica
Fino al 23 febbraio proseguì la fase climatica con temperature molto miti per il periodo, soprattutto sulle isole maggiori e lungo le coste centrali tirreniche. Nonostante tutto, proprio quella giornata aprì la strada al cambiamento di circolazione atmosferica, con l'espansione dell'anticiclone delle Azzorre verso nord, fino a superare le coste settentrionali dell'Islanda.
Il 24 febbraio iniziò la discesa di aria artica lungo il bordo orientale dell'anticiclone, innescata dall'espansione verso latitudini molto settentrionali. Inizialmente, i paesi più colpiti furono quelli dell'Europa settentrionale.
Nei giorni successivi, l'aria gelida di origine polare tendeva a spingersi sempre più verso sud. Inizialmente, sull'Italia vi era stata solo una leggere diminuzione delle temperature dovuta alle correnti che cominciavano a disporsi dai quadranti settentrionali.
Il più sensibile e repentino abbassamento delle temperature ha interessato gran parte dell'Italia tra la sera del 28 febbraio e la mattina del 1º marzo.

## 1º marzo: gelo sulle regioni centro-settentrionali
La mattina del 1º marzo, quasi tutta l'Italia faceva registrare temperature minime inferiori allo zero anche in pianura, fatta eccezione per Genova, per le isole maggiori e per le aree più meridionali della Puglia e della Calabria. Il termometro scese a -5 °C a Firenze e Pisa, -4 °C a Roma, -1 °C a Napoli con una nevicata che interessò anche le aree costiere della città. Tra la sera del 28 febbraio e l'intera giornata del 1º marzo, la neve fece la comparsa sul Piemonte centro-occidentale per effetto stau, su tutto il versante adriatico dalla Romagna alla Puglia, su quasi tutta la dorsale appenninica, sulle pianure e lungo le coste della Campania e sulle zone interne montuose della Sicilia. Temperature minime inferiori ai -20 °C si registravano sull'arco alpino centro-orientale.

## 2 marzo: neve anche a Palermo
Il 2 marzo un'ulteriore discesa di aria polare molto instabile determinava un ulteriore abbassamento delle temperature, con valori minimi diffusamente prossimi o inferiori allo zero e valori massimi di poco superiori ai 10 °C solo lungo le coste della Sardegna. Continuava a nevicare su tutto l'Appennino e sul versante adriatico; alcuni fiocchi raggiungevano i quartieri orientali e meridionali della Capitale, mentre più a sud Palermo era interessata da una nevicata con accumulo di qualche centimetro; il contemporaneo arrivo sull'alta Toscana di aria umida atlantica che scorreva sull'aria artica più gelida regalava ben tre metri di neve sulla Montagna Pistoiese agli amanti della dama bianca.

## 3 marzo: gelo sull'Italia centrale
Il 3 marzo si registravano valori inferiori ai -20 °C sui monti dell'Abruzzo, mentre la neve faceva la sua comparsa a Roma e sulle aree pianeggianti e costiere del Basso Lazio; i fiocchi cadevano anche sulla Riviera di Levante tra Genova e La Spezia, ma gli accumuli erano molto modesti e brevi, contrariamente a quanto avveniva sull'Appennino ligure dove si abbattevano vere e proprie bufere. Veniva nuovamente imbiancata la Puglia, mentre i venti da nord e da nord-est lasciavano la Pianura Padana e buona parte delle pianure della Toscana centro-settentrionale, ancora prive di neve; la Sardegna, finora risparmiata dal freddo intenso, era prevalentemente interessata da piogge e nevicate solo a quote superiori ai 700-800 metri.

## 4 marzo: neve sull'Italia meridionale
Il 4 marzo proseguivano le nevicate anche in pianura e lungo le coste sul medio-basso Adriatico, su tutto l'Appennino centro-meridionale, in Campania, Basilicata, Puglia, Calabria e Sicilia, mentre le regioni settentrionali e quelle centrali erano interessate da cielo sereno o poco nuvoloso con temperature in lieve ripresa. Quello che sembrava l'inizio di un miglioramento, era invece una breve pausa del grande freddo.

## 5-7 marzo: ancora freddo e neve quasi ovunque
Tra il 5 e il 7 marzo una perturbazione atlantica attraversava l'intera penisola italiana, scorrendo sul preesistente cuscinetto di aria gelida che si era creato al suolo. Ricominciavano le nevicate sulle regioni nord-occidentali (fino ad allora poco interessate), che si spostavano gradualmente verso sud-est con il movimento della perturbazione; il successivo rasserenamento del cielo faceva scendere la minima di Torino a -11 °C, mentre al Plateau Rosà il 6 marzo si toccavano i -34,6° , record negativo assoluto dell'intero territorio nazionale italiano.
Nel frattempo, le nevicate andavano spostandosi verso l'Italia nord-orientale, le regioni centrali e la Sardegna; il passaggio del fronte regalava storiche nevicate marzoline a Cagliari e lungo le coste dell'Isola d'Elba. La perturbazione lasciava al gelo l'Italia centrale (-8 °C a Pisa), mentre andava ad interessare con le ultime nevicate tutte le regioni meridionali e la Sicilia.

## 8 marzo: fine dell'ondata di freddo
L'8 marzo si verificava il cambiamento della circolazione atmosferica che innescava la risalita di masse d'aria calda dall'Africa verso il bacino del Mediterraneo. Nei giorni seguenti, le temperature, seppur inizialmente basse, andavano gradualmente risalendo, soprattutto sulle regioni centro-meridionali e sulle isole maggiori. L'Italia settentrionale faceva i conti con temperature relativamente basse per alcuni giorni in più, seppur anch'essa uscita dall'intensa ondata di gelo che l'aveva interessata nei giorni precedenti.